# Terrarium
Et terrarium er et kunstigt miljø, som jorddyr (mest øgler og padder) lever i, ligesom et akvarium er for fisk. Det er vigtigt at genskabe det miljø, dyrene er vant til at leve i. 
Et terrarium er også blevet populært at holde ørkenrotter/Gerbil, hamster, rotter og andre gnavere i, så de ikke sviner så meget. Et terrarium er af glas, og de fleste terrarier har net i toppen, og siderne kan åbnes, derfor er et terrarie og et akvarium ikke det samme.
| Biologi | Spire Denne artikel om biologi er en spire som bør udbygges. Du er velkommen til at hjælpe Wikipedia ved at udvide den. |